# Nikoloz Sherazadishvili
Nikoloz Sherazadishvili Sakvarelidze (también conocido como Niko Shera; Tiflis, Georgia, 19 de febrero de 1996) es un deportista español de origen georgiano que compite en judo; dos veces campeón mundial.
Ganó tres medallas en el Campeonato Mundial de Judo, entre los años 2018 y 2024, y tres medallas de bronce en el Campeonato Europeo de Judo entre los años 2018 y 2023.
Participó en dos Juegos Olímpicos de Verano, en Tokio 2020 (–90 kg) y París 2024 (–100 kg), obteniendo un diploma olímpico en ambas ocasiones.

## Biografía
Nació en Tiflis (Georgia) en 1996. Cuando tenía 14 años toda su familia emigró a España, residiendo en la localidad madrileña de Brunete. Posee la nacionalidad española desde 2014.
En su país natal practicaba judo y waterpolo, pero al mudarse a Madrid se centró exclusivamente en el arte marcial a través de la Escuela de Judo de Brunete, dirigida por el exjudoka olímpico Joaquín Ruiz Llorente. Sus primeros éxitos internacionales fueron dos medallas de plata en el Campeonato Mundial Junior, en 2014 y 2015.
En 2018 obtuvo la medalla de oro en el Campeonato Mundial, en la categoría de –90 kg, venciendo en la final al cubano Iván Felipe Silva, con un ippon de uchi mata en el tiempo extra, después de finalizar el  período reglamentario cada uno con un wazari. De este modo se convirtió en el primer español en obtener el título mundial masculino de judo. En 2021 consiguió su segundo título mundial al ganar la medalla de oro en la final del Mundial contra el uzbeko Davlat Bobonov, logrando un ippon en el tiempo extra.
En su primera participación olímpica, en Tokio 2020, no pudo conseguir medalla a pesar de ser el número uno en el ranking mundial de su categoría (–90 kg), y terminó en séptimo lugar al perder en cuartos de final contra el ruso Mijail Igolnikov y en la repesca contra el uzbeko Davlat Bobonov. En  París 2024 compitió en la categoría de –100 kg y terminó en quinta posición posición, al perder el combate por la medalla de bronce contra el uzbeko Muzaffarbek Turoboyev.

## Palmarés internacional
| Campeonato Mundial | Campeonato Mundial    | Campeonato Mundial | Campeonato Mundial |
| Año                | Lugar                 | Medalla            | Categoría          |
| ------------------ | --------------------- | ------------------ | ------------------ |
| 2018               | Bakú (Azerbaiyán)     | Medalla de oro     | –90 kg             |
| 2021               | Budapest (Hungría)    | Medalla de oro     | –90 kg             |
| 2024               | Abu Dabi (EAU)        | Medalla de bronce  | –100 kg            |
| Campeonato Europeo |                       |                    |                    |
| Año                | Lugar                 | Medalla            | Categoría          |
| 2018               | Tel Aviv (Israel)     | Medalla de bronce  | –90 kg             |
| 2022               | Sofía (Bulgaria)      | Medalla de bronce  | –100 kg            |
| 2023               | Montpellier (Francia) | Medalla de bronce  | –100 kg            |